# Stenoma affirmatella
Stenoma affirmatella es una especie de polilla del género Stenoma, orden Lepidoptera.
Fue descrita científicamente por Busck en 1914.

## Distribución
Se distribuye por Panamá.